# Saint-Germain-de-Livet
Pour les articles homonymes, voir Saint-Germain.
Saint-Germain-de-Livet est une commune française, située dans le département du Calvados en région Normandie, peuplée de 698 habitants (les Germainliviens).

## Géographie
| Le Mesnil-Eudes     | Le Mesnil-Eudes, Saint-Martin-de-la-Lieue | Saint-Jean-de-Livet |
| Lessard-et-le-Chêne | Saint-Germain-de-Livet                    | Prêtreville         |
| Le Mesnil-Durand    | Le Mesnil-Germain                         | Auquainville        |

### Hydrographie
La commune est située dans le bassin Seine-Normandie. Elle est drainée par la Touques, le cours d'eau 01 de la Fougerie, un bras de la Touques, le ruisseau de Lecange, le ruisseau du Boullay, le ruisseau de la Pifardière, le fossé 01 de la Redoute, le fossé 04 de la commune du Mesnil-Eudes, le ruisseau de la Fontaine du Vent, le fossé 01 du Verger et divers autres petits cours d'eau,.
La Touques, d'une longueur de 108 km, prend sa source dans la commune de Champ-Haut et se jette  dans la baie de Seine en limite de Trouville-sur-Mer et de Deauville, après avoir traversé 42 communes. Les caractéristiques hydrologiques de la Touques sont données par la station hydrologique située sur la commune de Saint-Martin-de-la-Lieue. Le débit moyen mensuel est de 2,56 m3/s. Le débit moyen journalier maximum est de 24,9 m3/s, atteint lors de la crue du 6 décembre 1988. Le débit instantané maximal est quant à lui de 38,2 m3/s, atteint le 12 mai 2024.

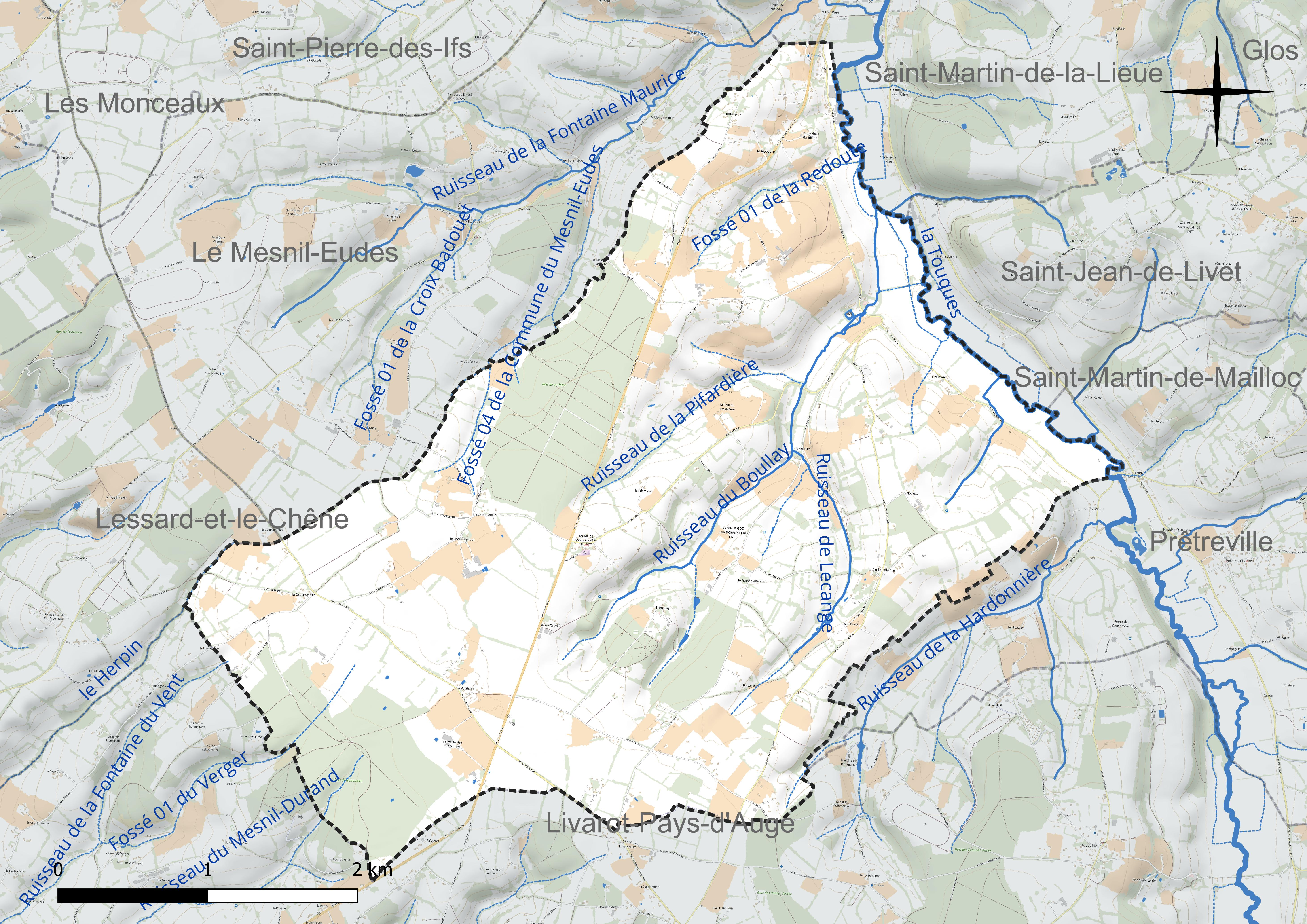
Réseau hydrographique de Saint-Germain-de-Livet.

### Climat
Pour des articles plus généraux, voir Climat de la Normandie et Climat du Calvados.
En 2010, le climat de la commune est de type climat océanique altéré, selon une étude du CNRS s'appuyant sur une série de données couvrant la période 1971-2000. En 2020, Météo-France publie une typologie des climats de la France métropolitaine dans laquelle la commune est exposée à un climat océanique et est dans la région climatique  Normandie (Cotentin, Orne), caractérisée par une pluviométrie relativement élevée (850 mm/a) et un été frais (15,5 °C) et venté. Parallèlement le GIEC normand, un groupe régional d'experts sur le climat, différencie quant à lui, dans une étude de 2020, trois grands types de climats pour la région Normandie, nuancés à une échelle plus fine par les facteurs géographiques locaux. La commune est, selon ce zonage, exposée à un « climat contrasté des collines », correspondant au Pays d'Auge, Lieuvin et Roumois, moins directement soumis aux flux océaniques et connaissant toutefois des précipitations assez marquées en raison des reliefs collinaires qui favorisent leur formation.
Pour la période 1971-2000, la température annuelle moyenne est de 10,4 °C, avec  une amplitude thermique annuelle de 13,2 °C. Le cumul annuel moyen de précipitations est de 811 mm, avec 12,9 jours de précipitations en janvier et 8,5 jours en juillet. Pour la période 1991-2020, la température moyenne annuelle observée sur la station météorologique la plus proche, située sur la commune de Lisieux à 8 km à vol d'oiseau, est de 11,7 °C et le cumul annuel moyen de précipitations est de 881,4 mm,. Pour l'avenir, les paramètres climatiques de la commune estimés pour 2050 selon différents scénarios d'émission de gaz à effet de serre sont consultables sur un site dédié publié par Météo-France en novembre 2022.

## Urbanisme

### Typologie
Au 1er janvier 2024, Saint-Germain-de-Livet est catégorisée commune rurale à habitat dispersé, selon la nouvelle grille communale de densité à 7 niveaux définie par l'Insee en 2022.
Elle est située hors unité urbaine. Par ailleurs la commune fait partie de l'aire d'attraction de Lisieux, dont elle est une commune de la couronne,. Cette aire, qui regroupe 57 communes, est catégorisée dans les aires de 50 000 à moins de 200 000 habitants,.

### Occupation des sols
L'occupation des sols de la commune, telle qu'elle ressort de la base de données européenne d'occupation biophysique des sols Corine Land Cover (CLC), est marquée par l'importance des territoires agricoles (84,4 % en 2018), en diminution par rapport à 1990 (85,3 %). La répartition détaillée en 2018 est la suivante : 
prairies (68,2 %), terres arables (16,2 %), forêts (15,1 %), zones urbanisées (0,5 %). L'évolution de l'occupation des sols de la commune et de ses infrastructures peut être observée sur les différentes représentations cartographiques du territoire : la carte de Cassini (XVIIIe siècle), la carte d'état-major (1820-1866) et les cartes ou photos aériennes de l'IGN pour la période actuelle (1950 à aujourd'hui).

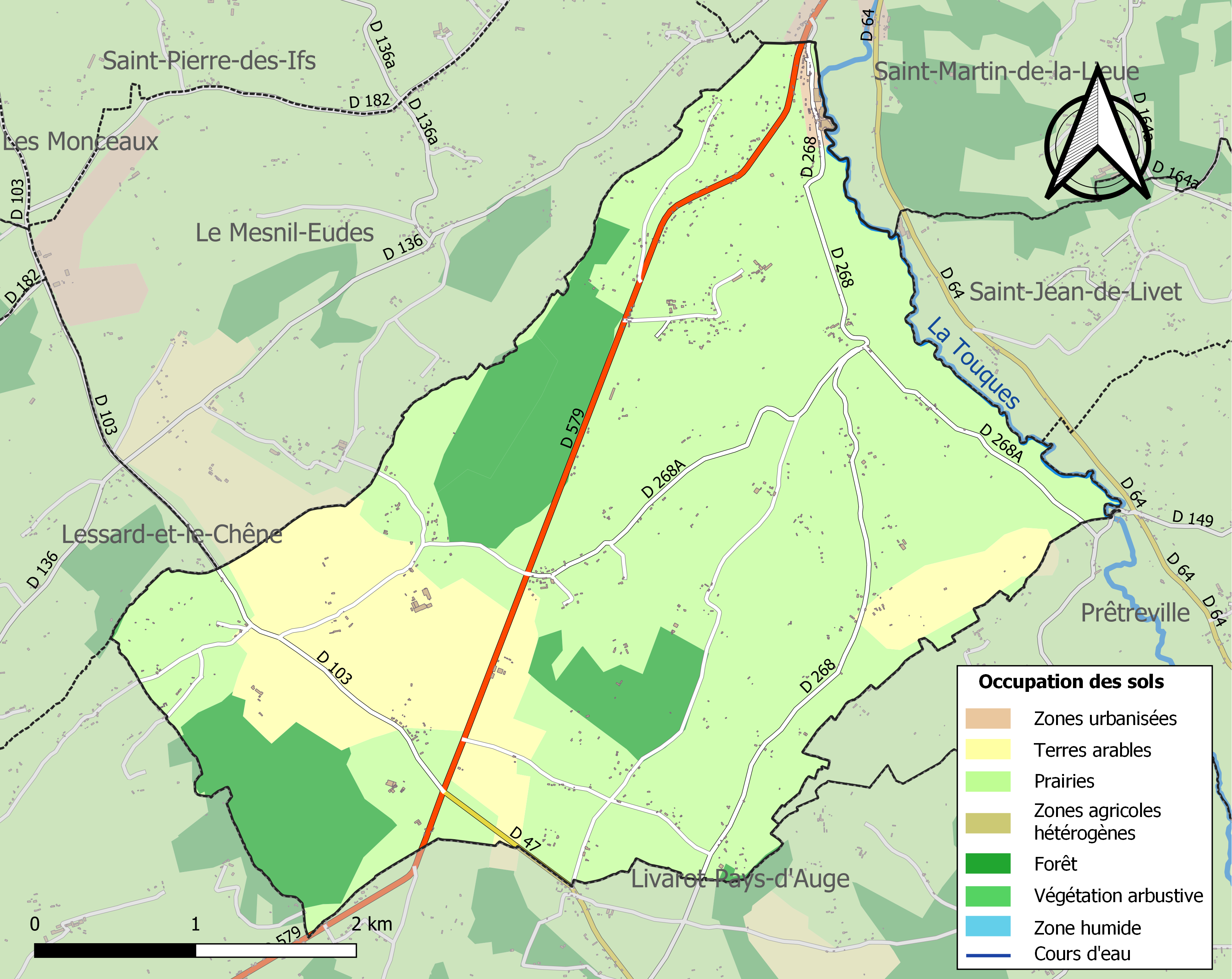
Carte des infrastructures et de l'occupation des sols de la commune en 2018 (CLC).

## Toponymie
Le nom de la localité est attesté sous la forme ecclesia Sancti Germani de Liveto vers l350.
L'hagiotoponyme Saint-Germain évoque Germain de Paris, également appelé Germain d'Autun, né à Autun en 496, mort à Paris en 576, homme d'Église de l'époque mérovingienne, évêque de Paris en 555.
Livet est un toponyme courant en Normandie mais rare ailleurs. Il procède du mot if désignant l'arbre, dont la terminaison -et représente le suffixe gallo-roman -ETU servant à désigner un ensemble d'arbre appartenant à la même espèce et qui normalement s'écrit -ey ou -ay en toponymie et dont la forme féminine a donné le suffixe -aie (chênaie, hêtraie, etc.). La graphie -et est inspirée du suffixe diminutif. le L' initial représente l'article défini qui s'est agglutiné.

## Histoire
Au Moyen Âge et sous l'Ancien Régime, les Tournebu sont seigneurs de Livet en Lieuvin.

## Politique et administration
| Période                                  | Période   | Identité              | Étiquette | Qualité                 |
| ---------------------------------------- | --------- | --------------------- | --------- | ----------------------- |
| ?                                        | mars 2001 | Jean-Yves Le Guern    | SE        | Cadre                   |
| mars 2001                                | mars 2008 | André Bataille        | SE        | Chef d'entreprise       |
| mars 2008                                | mars 2014 | Brigitte Comet-Chérel | PRG       | Infirmière anesthésiste |
| mars 2014                                | En cours  | Jean-Louis Servy      | SE        | Exploitant agricole     |
| Les données manquantes sont à compléter. |           |                       |           |                         |

Le conseil municipal est composé de quinze membres dont le maire et trois adjoints.
Saint Germain-de-Livet a connu en 2009 la démission de six des quinze membres de son conseil municipal en raison de désaccords avec le maire, Brigitte Comet-Cherel.

## Démographie
L'évolution du nombre d'habitants est connue à travers les recensements de la population effectués dans la commune depuis 1793. Pour les communes de moins de 10 000 habitants, une enquête de recensement portant sur toute la population est réalisée tous les cinq ans, les populations de référence des années intermédiaires étant quant à elles estimées par interpolation ou extrapolation. Pour la commune, le premier recensement exhaustif entrant dans le cadre du nouveau dispositif a été réalisé en 2005.
En 2022, la commune comptait 698 habitants, en évolution de −9,23 % par rapport à 2016 (Calvados : +1,58 %, France hors Mayotte : +2,11 %).
Saint-Germain-de-Livet a compté jusqu'à 861 habitants en 1806.
| 1793 | 1800 | 1806 | 1821 | 1831 | 1836 | 1841 | 1846 | 1851 |
| ---- | ---- | ---- | ---- | ---- | ---- | ---- | ---- | ---- |
| 796  | 761  | 861  | 744  | 697  | 809  | 789  | 837  | 787  |

| 1856 | 1861 | 1866 | 1872 | 1876 | 1881 | 1886 | 1891 | 1896 |
| ---- | ---- | ---- | ---- | ---- | ---- | ---- | ---- | ---- |
| 760  | 815  | 762  | 700  | 793  | 795  | 720  | 664  | 671  |

| 1901 | 1906 | 1911 | 1921 | 1926 | 1931 | 1936 | 1946 | 1954 |
| ---- | ---- | ---- | ---- | ---- | ---- | ---- | ---- | ---- |
| 612  | 613  | 567  | 518  | 522  | 519  | 473  | 516  | 510  |

| 1962 | 1968 | 1975 | 1982 | 1990 | 1999 | 2005 | 2006 | 2010 |
| ---- | ---- | ---- | ---- | ---- | ---- | ---- | ---- | ---- |
| 559  | 498  | 589  | 631  | 598  | 581  | 738  | 781  | 785  |

| 2015 | 2020 | 2022 | - | - | - | - | - | - |
| ---- | ---- | ---- | - | - | - | - | - | - |
| 769  | 718  | 698  | - | - | - | - | - | - |

## Économie

### Usine fermée

#### Technifil
L'usine est située entre la D 268 et la Touques.

## Lieux et monuments
Un circuit de promenade intitulé « Les petits secrets de Saint-Germain-de-Livet, du bois de Noiremare à celui de la Hêtre » permet de découvrir le village et son histoire. Il est jalonné de 13 panneaux descriptifs :
1. Départ, sur le parking de l'aire de repos près du château et de l'église
2. Un petit bijou pour une princesse enfant, à l'intersection de la route D 268 et de la route D 268b
3. La légende de la Dame Blanche, lieu-dit Cour du Ruisseau
4. Voyager sur les routes autrefois
5. Le chemin de fer et le camembert, lieu-dit le Boulay
6. La bataille des bœufs : route D 103, lieu-dit le Pot Blanc
7. Le dernier loup du Pays d'Auge
8. La croix de nos campagnes : route D 103, lieu-dit la Croix de Fer, à côté du calvaire
9. La raison d'être des haies
10. Le géant au pieds d'argile, lieu-dit Cour Morin
11. Les chouans à Saint-Germain-de-Livet, dans le bois de la Hêtre
12. La « louée », lieu-dit la Redoute, à côté du banc
13. Les reines de la Touques, route D 268, à l'intersection du chemin venant du lieu-dit la Redoute

- Château de Saint-Germain-de-Livet (XVe siècle), classé Monument historique[39].
- Église Saint-Germain (XIXe siècle), dont la façade ouest est inscrite aux Monuments historiques[40]. Elle abrite trois orants des XVIe et XVIIe siècles représentant des membres de la famille de Tournebu, classés à titre d'objets[41]. Ces trois personnages agenouillés étaient destinés à être exposés dans un enfeu funéraire dans la chapelle seigneuriale. Les blasons qui accompagnaient autrefois ces statues, aujourd'hui détruits, permettent de confirmer qu'il s'agit bien des membres de la  famille de Tournebu. Il est possible de les identifier comme étant Jean de Tournebu et sa femme Marie de Croixmare, fondateurs de la chapelle ; et leur fils Robert de Tournebu. Ces orants ont subi de grands dommages pendant la période révolutionnaire.

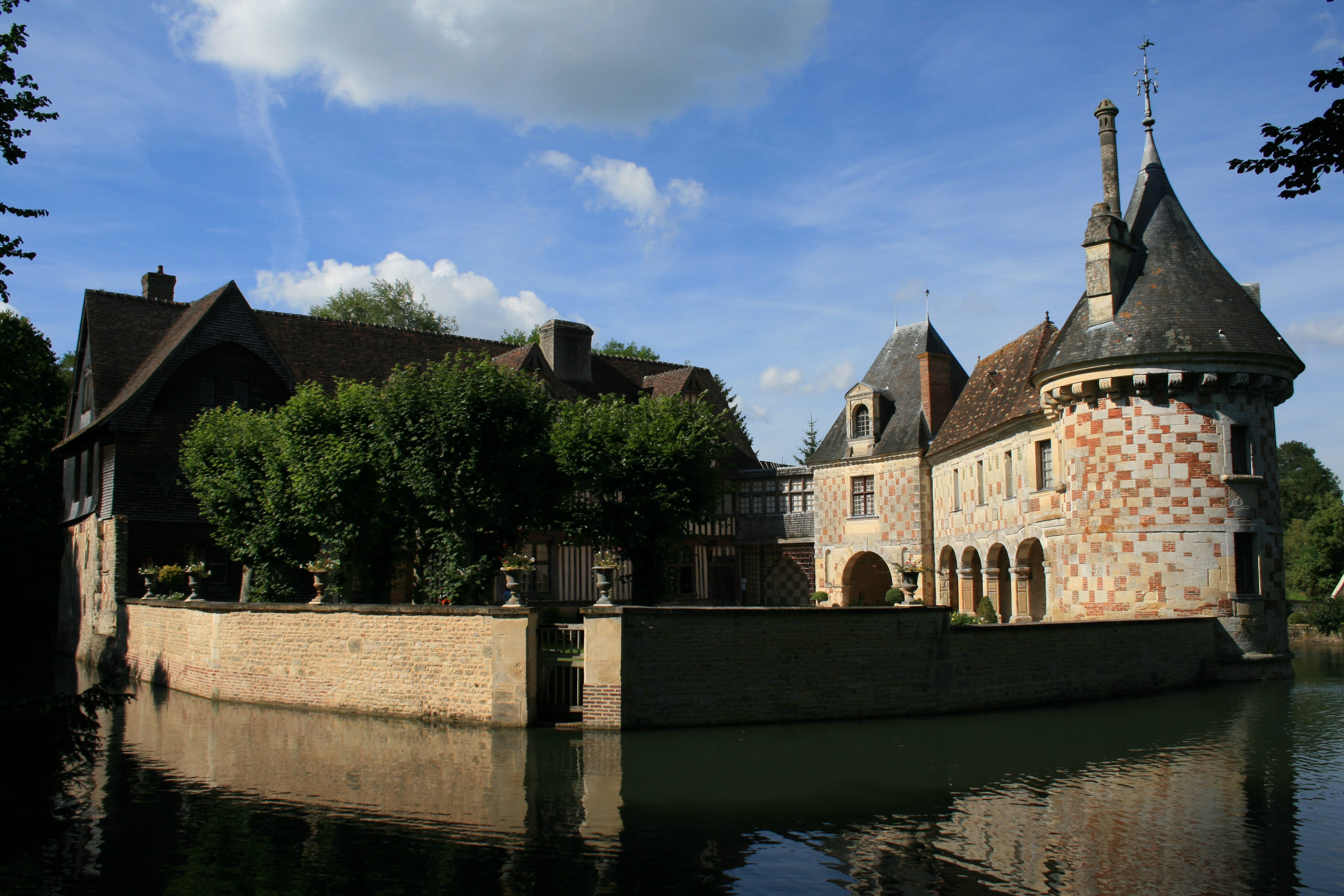
Le château.
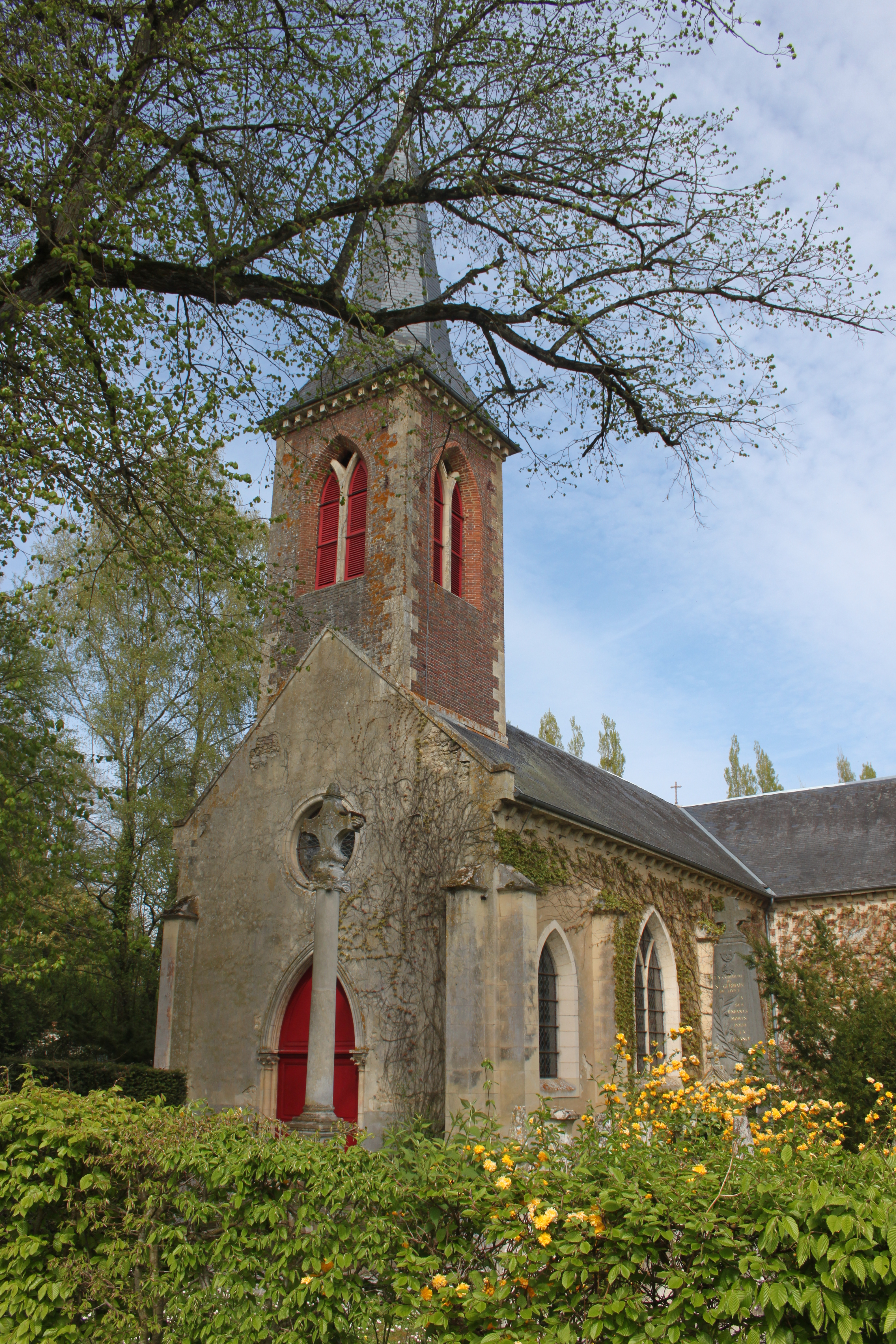
L'église.
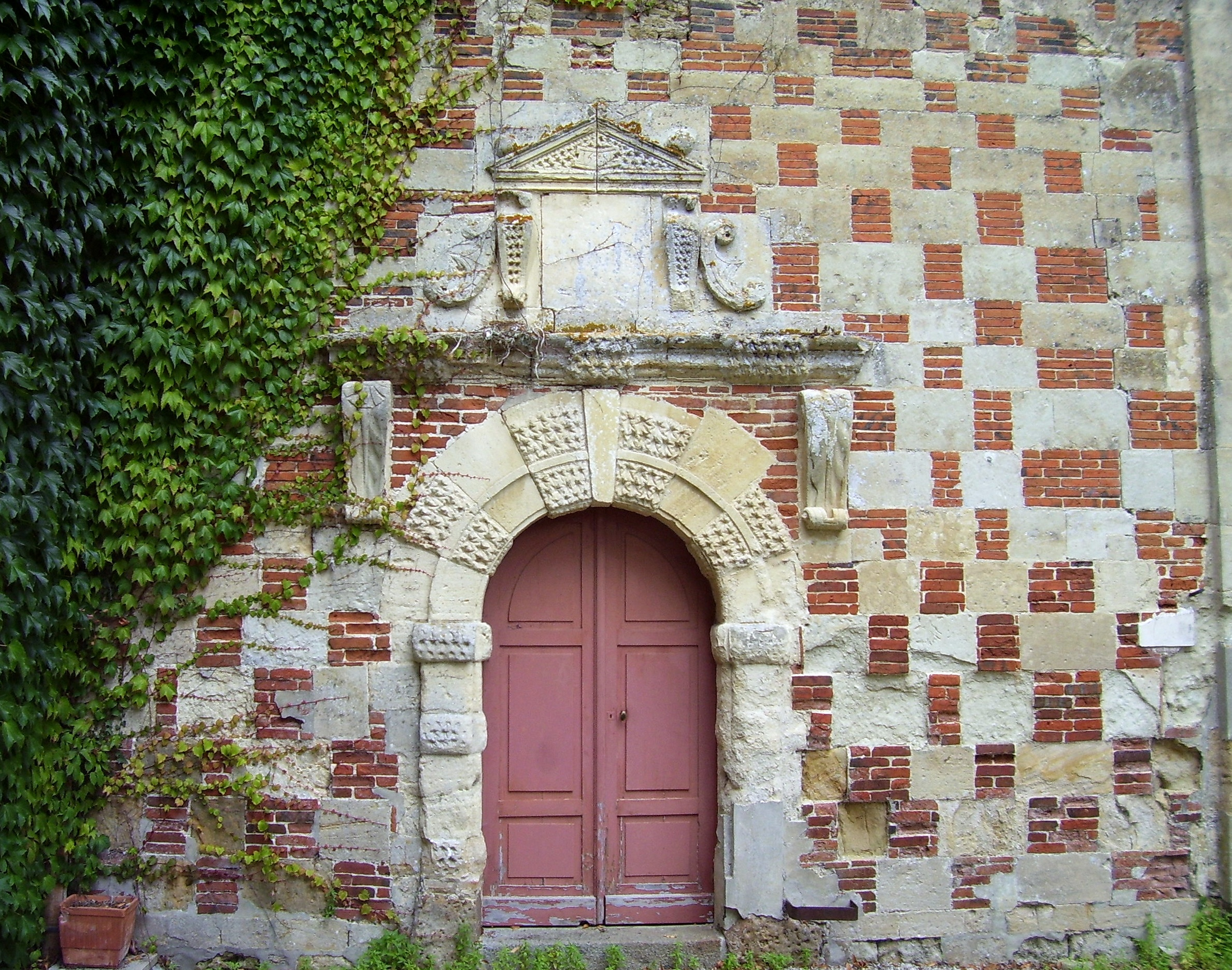
La façade ouest de l'église.

### Patrimoine disparu

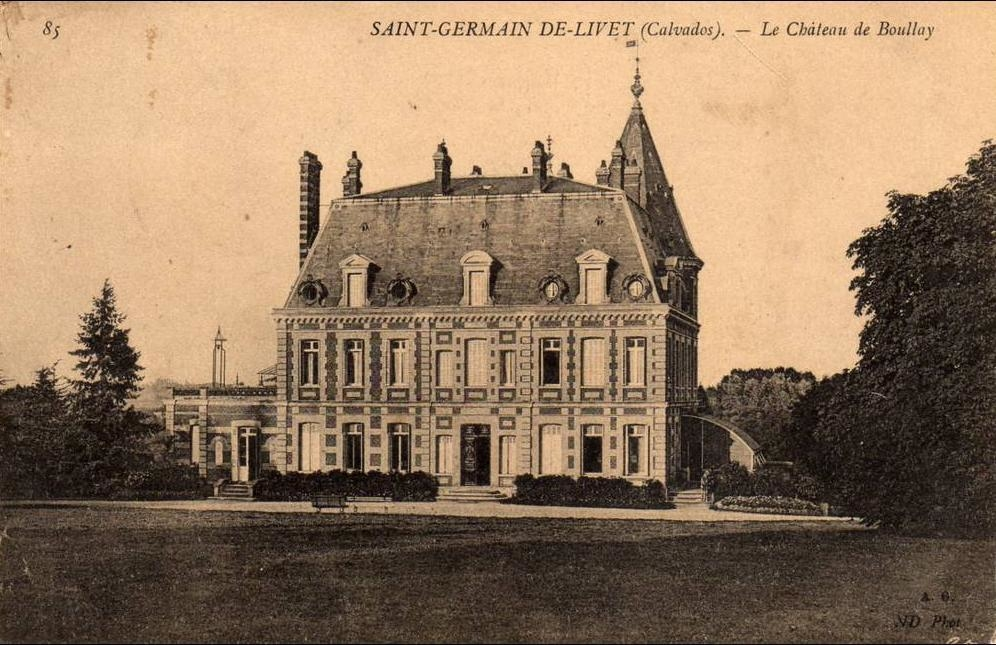
Le château du Boullay sur une carte postale de la fin du XIX ou du début du XX.

- Château du Boullay, propriété de la famille Thillaye du Boullay.

## Activité et manifestations
Saint-Germain-de-Livet est jumelée avec la commune de Saint-Germain-la-Ville dans la Marne près de Châlons-en-Champagne. C'est un jumelage vivant et avec Saint-Germain-de-Livet il faut ajouter les communes du Mesnil-Eudes et Prêtreville, ces communes appartenant à la communauté de communes Lisieux Pays d'Auge.